# 阿里平
阿里平，是指在16世紀西班牙人到來之前，菲律賓各種族中最低的社會階層。在米沙鄢語中，等效的社會階層被稱為 oripun、uripon 或 ulipon。
這個詞最常見的翻譯是「僕人」或「奴隸」，但在菲律賓古代社會中，阿里平是指通過勞動還債的制度，而不是像西方和伊斯蘭奴隸制那樣依賴於實際購買一個人。阿里平來自古老的米沙鄢語詞根 udip（“生活”）的及物形式。它源自“讓生活”這個詞，意思是讓戰爭俘虜活著，或者為超過他們生命價值的債務支付或贖金。
他們按其義務的性質和對主人的依賴性而有幾個子類，有自己房屋的阿裡平階級成員更準確地等同於中世紀的歐洲農奴和平民(他的子女的義務也逐代減少)，一些阿里平在主人死後被釋放，最低級的阿里平階級成員是戰俘，可以在市場上買賣。
自17世紀初以來，阿里平莊園從他加祿人社會中消失了，因為在西班牙殖民菲律賓的過程中，該社會被扁平化為一個純粹的農民社會，只需要向西班牙修道院和殖民官員交稅。